# Hélio Gracie
Hélio Gracie, född 1 oktober 1913, död 29 januari 2009, var en brasiliansk jiu jitsu-utövare och anses vara grundaren av Gracie Jiu-Jitsu eller Brasiliansk Jiu Jitsu (BJJ). Han är far till MMA-utövarna Rickson Gracie, Royler Gracie, Royce Gracie, Relson Gracie och skaparen av Ultimate Fighting Championship Rorion Gracie. Utöver sina framgångar inom brasiliansk jiu-jitsu (han var vid sin död den enda levande mästaren av tionde graden) var han även dan av sjätte graden i Judo.
Under sin karriär utmanade han ofta utövare från andra kampsportsdiscipliner. 1951 gick han en match mot den japanska judokan Masahiko Kimura. Efter att Kimura kopplat ett arm- och axellås som bröt armen på Gracie kastade hans bror Carlos in handduken då Hélio vägrade ge upp. Greppet kallades efter matchen för "kimura" och termen används fortfarande inom MMA. Fyra år senare gick han en match som varade i nästan fyra timmar mot sin forne student Valdemar Santana.